# Joseph Patrick Kennedy III

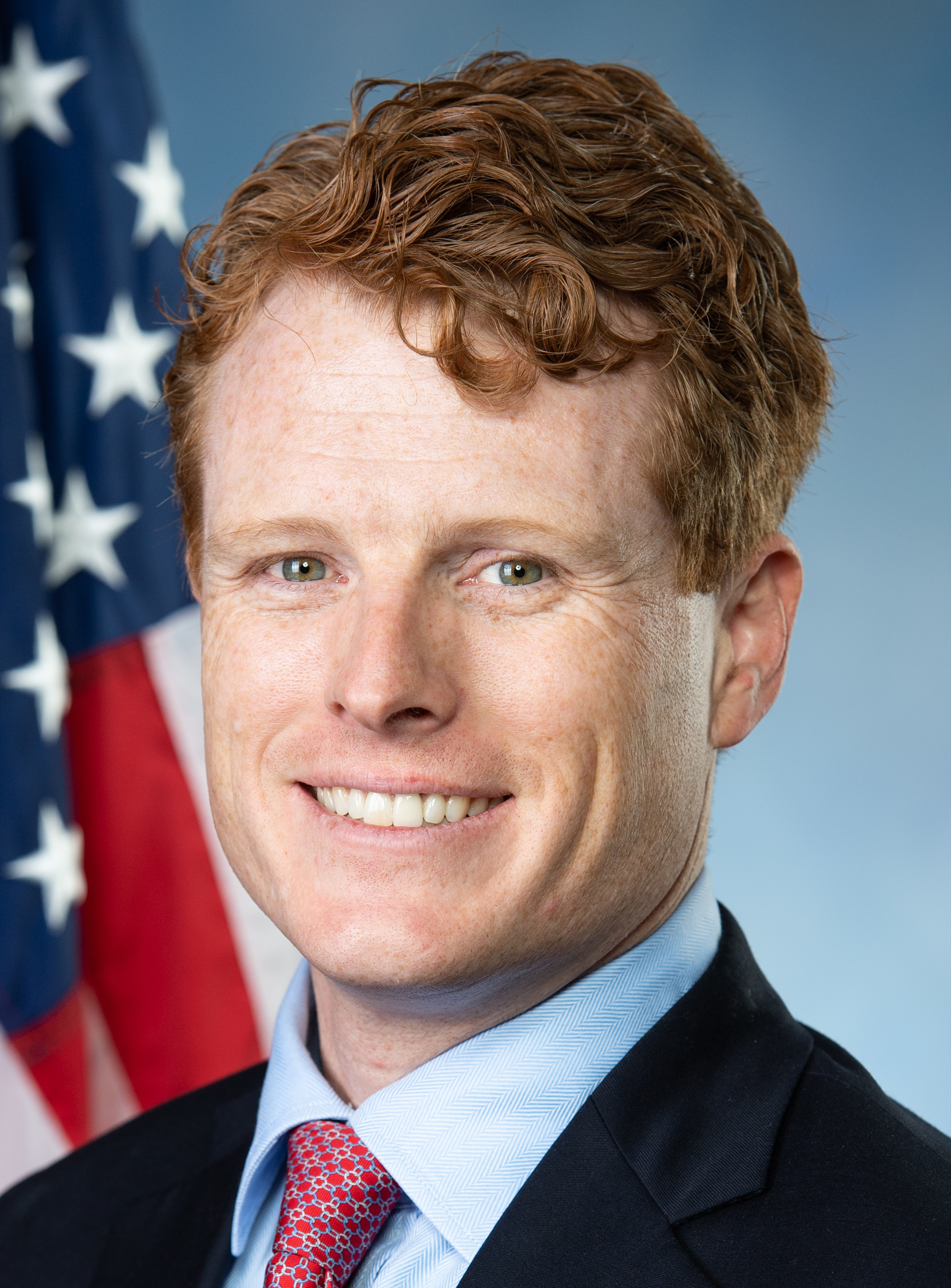
Joseph Patrick Kennedy (2019)

Joseph Patrick „Joe“ Kennedy (* 4. Oktober 1980 in Boston, Massachusetts) ist ein amerikanischer Politiker der Demokratischen Partei. Der Jurist aus der Politikerfamilie Kennedy vertrat von 2013 bis 2021 den 4. Kongresswahlbezirk von Massachusetts im Repräsentantenhaus der Vereinigten Staaten.

## Familie, Ausbildung und Beruf
Der im Bostoner Stadtteil Brighton geborene Joseph Kennedy ist der Sohn von Joseph Patrick Kennedy II, Enkel von Robert F. Kennedy und Großneffe von John F. Kennedy. Als er mit seinem Zwillingsbruder aufwuchs, war sein Vater Mitglied des US-Repräsentantenhauses für den 8. Kongresswahlbezirk von Massachusetts. Die Mutter Sheila Brewster Rauch zog aus, als er neun Jahre alt war, zwei Jahre später ließen sich die Eltern unter Aufmerksamkeit der Medien scheiden. Die Brüder gingen an das renommierte Internat Buckingham Browne & Nichols School. Er studierte zunächst an der Stanford University Industrial Engineering und erwarb dort 2003 den Bachelorgrad. Von 2004 bis 2006 diente er im Friedenscorps in der Dominikanischen Republik. Anschließend studierte er Jura an der Harvard Law School, die er 2009 mit dem Juris Doctor abschloss.
Anschließend arbeitete er zunächst als Finanzanalyst und fungierte von 2011 bis 2012 als stellvertretender Bezirksstaatsanwalt im Middlesex County.
Kennedy ist seit Dezember 2012 verheiratet; seine Frau Lauren, eine Expertin für Gesundheitspolitik, lernte er in einer Vorlesung an der Harvard Law School bei Elizabeth Warren kennen. Sie haben zwei Kinder; die Familie lebt in Newton, Massachusetts.

## Politische Laufbahn
Kennedy arbeitete nach seiner Rückkehr aus der Dominikanischen Republik in der Kampagne seines Großonkels Edward Kennedy zur Senatswahl 2006.

### Repräsentantenhaus der Vereinigten Staaten
Im Februar 2012 gab Kennedy bekannt, sich bei der Wahl 2012 um die Nachfolge des nicht mehr kandidierenden Demokraten Barney Frank im Repräsentantenhaus der Vereinigten Staaten zu bewerben. Mit 61 zu 36 Prozent der Stimmen setzte er sich im 4. Kongresswahlbezirk von Massachusetts gegen den Republikaner Sean Bielat durch und gehörte dem Repräsentantenhaus ab dem 3. Januar 2013 an. Er beendete damit die Phase nach dem Tod Edward Kennedys 2009, in der – erstmals nach 1947 – kein Mitglied der Familie Kennedy im Kongress saß. Bei den Wahlen 2014, 2016 und 2018 wurde er jeweils mit deutlichem Vorsprung wiedergewählt, zuletzt 2018 ohne Gegenkandidat mit 97,7 % der Stimmen. Kennedy gilt als gut vernetzt in seiner Partei und verfügt über ein großes Spendernetzwerk. Sein universal bekannter Familienname nützt ihm in Wahlkämpfen ebenso wie eine laut Politico in Massachusetts immer noch vorhandene Kennedy-Nostalgie. Er trat nicht für die Wiederwahl 2020 in seinem Kongresswahlbezirk an.
Im Kongress war Kennedy Mitglied des Auswärtigen Ausschusses und des Wissenschaftsausschusses. Für den 115. Kongress 2017 bis 2019 gehörte er dem Ausschuss für Energie und Handel sowie drei von dessen Unterausschüssen an. Anstatt mit seiner Prominenz das Rampenlicht zu suchen, erarbeitete sich Kennedy den Ruf eines zurückhaltenden Arbeiters, der sich für die Belange seines Wahlkreises im Süden des Bundesstaates einsetzt. Kennedy stimmt in den meisten Fällen gegen die Regierung Trump, im 115. Kongress in über 82, im 116. Kongress (bis Juli 2019) in über 97 Prozent der Abstimmungen.

### Positionen und Ambitionen
Im Juli 2016 machte Kennedy seine Überlegung öffentlich, sich für den Sitz im US-Senat für Massachusetts zu bewerben, sollte die demokratische Präsidentschaftsbewerberin Hillary Clinton als Running Mate die bisherige Mandatsinhaberin Elizabeth Warren wählen. Kennedy erklärte mehrfach, im Fall einer Vakanz – beide US-Senatoren aus Massachusetts gehören der Demokratischen Partei an – an einer Senatskandidatur interessiert zu sein. Warren trat in der Vorwahl der Partei für die Präsidentschaftswahl 2020 an.
Einige Reden Kennedys während Donald Trumps erster Präsidentschaft fanden virale Verbreitung in den sozialen Netzwerken, darunter zu zentralen Themen wie Gesundheitspolitik und Hate speech, was ihm unter Graswurzelaktivisten der Demokraten breite Zustimmung brachte. Unter anderem deshalb gilt er als aufstrebende Figur in seiner Partei. Im Januar 2018 gab er für die Demokratische Partei die Antwort auf Donald Trumps erste State of the Union Address, eine traditionell prestigeträchtige, aber wegen der großen Aufmerksamkeit und schlechter Erfahrungen riskante Rolle für die jeweilige Oppositionspartei. Darin sprach er sich mit einer integrierenden Rhetorik, die laut der Zeitschrift New York an Barack Obama erinnerte, gegen eine Politik der Angst und der Entzweiung aus.
Im August 2019 berichtete Politico über Bemühungen innerhalb der Demokratischen Partei, Kennedy zu einer Herausforderung des progressiven US-Senators Ed Markey zu bewegen, der bei der Wahl 2020 zur Wiederwahl stand. Die Initiative setzte eine Website und eine Facebook-Gruppe auf und galt als Ausdruck der generationellen Spannung innerhalb der Partei; der zu dem Zeitpunkt 38-jährige Kennedy würde dem 73-jährigen Markey gegenüberstehen, nachdem unter anderem bei der Vorwahl zur Repräsentantenhauswahl 2018 der langjährige Abgeordnete aus Massachusetts Mike Capuano von Ayanna Pressley besiegt wurde. Im August 2019 berichtete die New York Times, dass Kennedy eine Vorwahlherausforderung Markeys erwog und eine Umfrage zu seinen Siegchancen in Auftrag gegeben hatte. Im September 2019 verkündete er seine Kandidatur offiziell. Am 1. September 2020 verlor er die Primaries gegen Markey, was die erste Niederlage eines Angehörigen der Kennedy-Familie bei einer Wahl in Massachusetts darstellte.